# Javier Paniagua Fuentes
Javier Paniagua Fuentes (Ceuta, 1946) és un historiador i polític valencià, diputat al Congrés dels Diputats.

## Trajectòria acadèmica
Es doctorà en Història amb una tesi sobre l'anarquisme a Espanya. De 1971 a 1976 va ser professor ajudant a la Universitat de València i des de 1975 catedràtic d'Institut d'ensenyament mitjà. Destinat a Sueca, fou el promotor del primer homenatge tributat a Joan Fuster en batejar amb aquest nom l'Institut d'ensenyament mitjà local. Durant el mandat de Manuel Sanchis i Guarner fou nomenat cap de formació de professorat de l'Institut de Ciències de l'Educació de la Universitat de València. El 1974 va participar en el Primer Congrés d'Història del País Valencià. És professor d'Història Social i del Pensament Polític de la UNED, així com director al centre d'Alzira (1978-1986, 1993-1994 i des de 2000).

## Trajectòria política
Participà en el moviment estudiantil com a militant del Sindicat Democràtic d'Estudiants de la Universitat de València. Aleshores militava en l'Organització Comunista d'Espanya (Bandera Roja) però cap al 1976 ingressà al Partit Socialista del País Valencià i finalment el 1978 ingressa en el PSOE. Ha estat membre de l'Executiva del PSPV-PSOE i diputat per la província de València a les eleccions generals espanyoles de 1986, 1989, 1993 i 1996. Ha estat vocal de la Comissió Constitucional del Congrés dels Diputats. També ha estat director general d'Educació de la Generalitat Valenciana amb Joan Lerma el 1983-1986.

## Obres
- Las ideas económicas del anarquismo y los movimientos libertarios en España: un esquema (1999) amb Salvador Almenar Palau.
- La UNED en la encrucijada de los próximos años (1993) amb Montserrat Blanco Bahamonde
- "Trayectoria del sindicalismo español" (1991) a Historia 16
- "Las reacciones ante el bilingüismo: una perspectiva histórica" (1981) a Revista de educación
- La sociedad libertaria. Agrarismo e industrialización en el anarquismo español 1930-1939 (1982), Grijalbo
- Contribución al estudio del movimiento huelguístico del País Valenciano: 1905-1935 (1974), amb Joaquim Prats Cuevas, dins el PCHPV
- Los e-mail que nunca te envié (2001) novel·la[2]